# Échelle de Bacharach
Pour les articles homonymes, voir Bacharach (homonymie).
L'échelle de Bacharach est une échelle de notation servant à évaluer la propreté des locaux. Elle est basée sur le nuancier Pantone et constitue en fait une échelle de gris. Elle comprend jusqu'à dix degrés, de 0 à 9, le zéro correspondant à un blanc (niveau de propreté optimale).
Elle prend en compte des éléments aussi variés que l'encrassement des murs, l'opacité des fumées, la poussière sur le sol (avec un bassoumètre), etc.